# Fernando Wilhelm
Fernando Ariel Wilhelm, más conocido como Fernando Wilhelm (Buenos Aires, 5 de abril de 1982) es un jugador de fútbol sala argentino que juega en Club Social y Deportivo Pinocho y en la selección de fútbol sala de Argentina.
Con la selección ha ganado el Mundial 2016 y fue nombrado mejor jugador del torneo. También ha ganado la Copa América de Futsal 2015 y la Copa América de Futsal 2003, formando parte así, de la generación dorada del fútbol sala argentino.

## Carrera
Fernando comenzó su carrera en las categorías inferiores del Club Glorias en Argentina, donde desde pequeño se veía que iba a ser un gran jugador, motivo por el que le fichóRiver Plate FS. Después pasó por varios equipos italianos. Primero por el TFL Arzignano, Marca Futsal y el Asti Calcio. En 2015 tuvo un paso por el SL Benfica. En Italia ganó 2 ligas con el Marca Futsal y otra con el TFL Arzignano. En 2016, logró junto a sus compañeros de selección, el que quizá sea el hito más importante hasta la fecha de la Selección de fútbol sala de Argentina, ya que ganaron el Mundial de fútbol sala 2016. Con el SL Benfica únicamente ha ganado la Supercopa de Portugal, donde incluso marcó un gol.

## Palmarés
- 1 Mundial de fútbol sala: 2016
- 2 Copa América de fútbol sala: 2003 y 2015
- 3 Liga Italiana de fútbol sala
- 3 Supercopa de Italia de futsal
- 2 Copa de Italia de fútbol sala
- 1 Taça de Portugal
- 2 Supertaça Portugal

## Clubes
- Club Glorias (1999-2001)
- River Plate FS (2002-2004)
- Club Social y Deportivo Pinocho (2005)
- TFL Arzignano (2005-2008)
- Marca Futsal (2008-2013)
- Asti Calcio (2013-2015)
- SL Benfica (2015-2020 )
- FC Split (2020)[10]
- Club Social y Deportivo Pinocho (2021-Actualidad)